# Digi+Phonics
Digi+Phonics es un equipo de producción de Hip Hop estadounidense, compuesto por productores de registro con sede en California, Tae Beast, Sounwave, Dave Free y Willie B. Actualmente son los principales productores internos del sello discográfico con sede en Carson, Top Dawg Entertainment. Digi+Phonics funciona de manera significativa en los proyectos de todos los miembros del grupo de hip hop Black Hippy, también están firmados con Top Dawg Entertainment que está compuesto por los raperos Kendrick Lamar, Jay Rock, Schoolboy Q y Ab-Soul. Sus producciones más conocidas incluyen "Bitch Don't Kill My Vibe" de Kendrick Lamar, "There He Go" de Schoolboy Q, y "Terrorist Threats" de Ab-Soul. Ellos frecuentemente coproducen canciones juntos y dan los toques finales a los proyectos lanzados por Top Dawg Entertainment.

## Historia
Los cuatro miembros del grupo, Tae Beast, Willie B, Sounwave and Dave Free crecieron en Los Ángeles, California. Todos ellos comenzaron como productores en solitario antes de trabajar con los miembros de Black Hippy, Kendrick Lamar, Jay Rock, Schoolboy Q and Ab-Soul. Top Dawg Entertainment inició la firma de los cuatro productores a ofertas para convertirse en productores internos para el sello discográfico. Poco después de la firma de todos, Sounwave y Dave Free estaban trabajando en un estudio, cuando Dave Free dijo, ""Recibimos a todos nuestros productores juntos y queríamos hacer de esto un Voltron de la producción. " El sentía que todos tenían grandes pero diferentes cualidades de sus producciones que encajarían bien en conjunto. En noviembre de 2012, Complex nombró al grupo uno de los "Top 25 de nuevos productores que hay que vigilar ". En julio de 2013, BET nombró a Digi+Phonics, uno de los diez principales productores de jóvenes en ascenso. Los miembros del grupo también trabajaron en gran Oxymoron álbum debut del sello discográfico de Schoolboy Q.

## Miembros

### Tae Beast
Donte Perkins, conocido profesionalmente comoTae Beast es un productor estadounidense de Los Ángeles, California. TAe Beast es también la mitad del equipo de producción de team The Weirrd People, junto con Skhye Hutch. Tae Beast primero se metió en los registros de producción cuando su primo y amigo de su primo le mostraron cómo usar un teclado MP60, y él tomaría viejos discos de su padre y crearía samples junto con el uso de un teclado.  Tae Beast comenzó su amor por la música en los años 80 escuchando viejos discos de vinilo de Marvin Gaye y Curtis Mayfield junto con su padre, y continuó en los años 90, mientras trataba de hacer loops de pistas instrumentales para hacer una máquina de karaoke.. El admira a los productres J Dilla, RZA y Kanye West, solo por nombrar a unos pocos que dieron forma a su sonido como un gran productor de hip hop. Al principio de su carrera ya había trabajado con los productores UNI, Jay Rock y Bad Lucc.
Tae Beast originalmente quedó vinculado con Top Dawg Entertainment (TDE) después de jugar un par de compases para Black Hippy's de Ab-Soul, en 2010 fue uno de los productores que se convirtieron en "Turn Me Up". Poco después tuvo una reunión con TDE, que dio lugar a la firma de él con el sello discográfico como productor. El 15 de julio de 2010, Tae Beast lanzó su primer proyecto, un mixtape instrumental titulado The Tae Beast Tape. El 1 de octubre de 2012 lanzó la secuela de su primer mixtape, acertadamente tituladoThe Tae Beast Tape 2. A principios de 2014, se ganó la colaboración con Schoolboy Q en su álbum  Oxymoron producido por "Grooveline Pt. 2" y produjo la canción de Big Sean  "Alright". Luego produjo dos canciones del tercer álbum de estudio de Ab - Soul These Days....
Tae Beast es conocido por sus loops de batería y muestra grandes samples en sus producciones. Sus mejores producciones conocidas incluyen "Ronald Reagan Era" y "The Heart Pt.3" de Kendrick Lamar, "Track Two" de Ab-Soul'sand y "iBETiGOTSUMWEED" de Schoolboy Q'.

### Sounwave
Mark Spears, conocido profesionalmente como Sounwave, es un productor de Compton, California. Sounwave acreditó "Up Jumps da Boogie" de Timbaland como la primera canción de Hip Hop instrumental que escuchó en su vida. Desde la edad de diez años que comenzó a usar una caja de ritmos Korg para hacer ritmos de batería simples. A partir de ahí, se graduó a una máquina de 4 pistas y luego en unaMTV Music Generator para PlayStation. Después de usarla por un tiempo se conectó con el rapero Bishop Lamont de Carson, California, con el rapero produjo una canción con la MTV Music Generator que recibió colocación en la radio local. En 2005, Sounwave fue descubierto originalmente por Top Dawg Entertainment por el cofundador Terrence "Punch" Henderson, que tuvo su encuentro con el CEO de TDE, Anthony "Top Dawg" Tiffith, este fue originalmente impresionado con Sounwave, sin embargo, insistió y perfeccionó su arte que terminó "blowing away" Tiffith.
Los primeros trabajos de Sounwave para Top Dawg Entertainment aparecieron en el EP homónimo de Kendrick Lamar, y la recopilación de Jay Rock "Fa Sho" en 2009 y 2010 respectivamente. En 2011, Sounwave produjo una mayor parte del mixtape/álbum de Kendrick Lamar Section.80. También produjo tres canciones en el aclamado segundo álbum de Kendrick Lamar Good Kid, M.A.A.D City (2012). Sounwave es conocido por la producción del éxito de Kendrick Lamar "Bitch Don't Kill My Vibe", entre otras canciones como "M.A.A.D. City", "A.D.H.D" y de Schoolboy Q' "There He Go". Luego, en 2014, obtuvo la colocación de productor en Top Dawg Entertainment, del artista Isaiah Rashad  produjo "Hoover Street" y "Prescription/Oxymoron" de Schoolboy Q. También es conocido por no producir de manera significativa para los artistas fuera de la etiqueta de Top Dawg Entertainment, excepto por "Finally Here" de Flo Rida de su segundo álbum  R.O.O.T.S. (2009).

### Dave Free
David Friley conocido profesionalmente como Dave Free o Dee.Jay.Dave, es miembro de Digi+Phonics, Copresidente de Top Dawg Entertainment, director de videos musicales y gerente de Kendrick Lamar. Poco después del lanzamiento de Top Dawg Entertainment y la firma de Jay Rock, Anthony "Top Dawg" Tiffith, acercó a su amigo de la infancia Kendrick Lamar. Dave Free sirve como presidente y gerente general de la compañía discográfica Top Dawg Entertainment. Durante 2013 se desempeñó como director de medios sociales de la compañía discográfica. En febrero de 2014, había sido ascendido a Copresidente de la compañía discográfica.
Es conocido por la producción de la canción de Ab-Soul' "Terrorist Threats". Recientemente ha sido más involucrado con la parte comercial de Top Dawg Entertainment en lugar de producir.

### Willie B
Willie Brown más conocido por su nombre artístico  Willie B, es un rapero y productor de registro que comenzó a producir profesionalmente en 2006. El 6 de enero de 2011, Willie B lanzó un mixtape titulado I'm Not a Producer con apariciones especiales de Jay Rock, Talib Kweli, Busta Rhymes, Little Brother, Crooked I, Kendrick Lamar, Bishop Lamont, Glasses Malone, y Kurupt. Es conocido por la producción de Kendrick Lamar "Ignorance Is Bliss" y de "Rigamortis". También ha producido a Ab-Soul "Black Lip Bastard", y Schoolboy Q "Gangsta in Designer", proveniente de su segundo álbum, entre otras canciones para TDE. Fuera de TDE ha producido para artistas como Freddie Gibbs, Childish Gambino, Wale y Apollo the Great, entre otros. El 27 de julio de 2013, se lanzó el primer mixtape de instrumentales solo por Instagram.